# Our Gap-soon
Our Gap-soon (hangul: 우리 갑순이; RR: Uri Gapsun-i) es una serie de televisión surcoreana transmitida del 27 de agosto de 2016 hasta el 8 de abril de 2017 por medio de la cadena SBS.
La serie contó con la participación invitada de los actores Go Young-min, Won Jong-rye, Kim Ik-tae, Kim Kyung-ryong, Lee Kang-wook, Son Dong-hwa, Ah Young, Kim Jeong-hwan, Seo Yoo-jeong, Lee Sang-sook, Park Cho-eun, Lee Seung-joon, Kim Jong-ho, entre otros...

## Historia
El drama se centra en la parte positiva de los diferentes tipos de matrimonio: Un matrimonio normal, una pareja de divorciados, un pareja que se casa por segunda vez, una pareja por unión de hecho y una pareja que vive junta pero nunca se han casado.
Heo Gap-dol ha reprobado muchas veces el examen de leyes, a pesar de sus grandes esfuerzos para iniciar la carrera. Ha decidido probar con el examen para el servicio civil junto a su novia de muchos años, Shin Gap-soon, quien ha realizado varios trabajos para intentar apoyar a Gap-dol y también para conseguir un empleo bien pagado. La joven pareja está muy enamorada y Gap-soon esperan a que Gap-dol pase su examen para que le pida matrimonio. 
Sin embargo pronto aprenderán los altos y bajos del matrimonio a través de sus propias familias donde existen problemas de divorcios, segundos casamientos y otras relaciones difíciles, por lo que pronto Gap-soon y Gap-dol se dan cuenta de que el camino hacia el matrimonio y la felicidad no es tan fácil como creían y se enfrentarán a varios desafíos mientras intentan construir su vida juntos.

## Reparto

### Personajes principales
| Actor        | Personaje     | Ocupación | Nº de episodios | Duración    |
| ------------ | ------------- | --------- | --------------- | ----------- |
| Kim So-eun   | Shin Gap-soon | -         | 61              | 2016 - 2017 |
| Song Jae-rim | Heo Gap-dol   | -         | 61              | 2016 - 2017 |

### Personajes recurrentes
| Actor          | Personaje        | Ocupación                                  | N.º de episodios | Duración    |
| -------------- | ---------------- | ------------------------------------------ | ---------------- | ----------- |
| Lee Bo-hee     | Nam Gi-ja        | Madre de Gap-dol                           | 4                | 2016 - 2017 |
| Kim Gyu-ri     | Heo Da-hae       | Hermana Mayor de Gap-dol                   | 4                | 2016 -      |
| Jang Yong      | Shin Joong-nyeon | Padre de Gap-soon                          | 4                | 2016 - 2017 |
| Go Doo-shim    | In Nae-shim      | Madre de Gap-soon                          | 4                | 2016 - 2017 |
| Yoo Sun        | Shin Jae-soon    | Hermana Mayor de Gap-soon                  | 4                | 2016 - 2017 |
| Lee Wan        | Dr. Shin Se-gye  | Hermano Mayor de Gap-soon / Doctor         | 4                | 2016 - 2017 |
| Choi Dae-chul  | Jo Geum-sik      | Esposo de Jae-soon / exesposo de Da-hae    | 4                | 2016 - 2017 |
| Park Seo-yeon  | Jo Cho-rong      | Hija de Da-hae y Geum-sik                  | 4                | 2016 -      |
| Uhm Seo-hyun   | Jo Da-rong       | Hija de Da-hae y Geum-sik                  | 4                | 2016 -      |
| Lee Seung-woo  | Jeon Ddol        | Hijo de Jae-soon y Se-bang                 | 4                | 2016 -      |
| Lee Mi-young   | Shin Mal-nyeon   | Hermana Menor de Joong-nyeon               | 4                | 2016 - 2017 |
| Yang Jeong-won | Jo Ah-young      | Hermana Menor de Geum-sik / Azafata        | 4                | 2016 - 2017 |
| Jang Da-yoon   | Yeo Gong-joo     | Esposa de Se-gye                           | 4                | 2016 -      |
| Kim Hye-sun    | Yeo Shi-nae      | Madre de Gong-joo / Hija de Yeo Bong       | 4                | 2016 -      |
| Jeon Gook-hwan | Yeo Bong         | Padre de Shi-nae                           | 4                | 2016 - 2017 |
| Lee Byung-joon | Geum Do-geum     | Padre de Soo-jo / Poeta                    | 4                | 2016 - 2017 |
| Seo Kang-seok  | Geum Soo-jo      | Director Ejecutivo del "Golden Foundation" | 4                | 2016 - 2017 |
| Yoo Se-rye     | Jung Man-joo     | Doctora / Compañera de Trabajo de Se-gye   | 4                | 2016 -      |
| Lee Ye-young   | Lala             | Maestra / Amiga de Gap-soon                | 2                | 2016 -      |
| Go Young-min   | Bae Dal-tong     | Mejor Amigo de Gap-dol                     | 2                | 2016 -      |
| Cha Gwang-soo  | Bong Sam-sik     | Mejor Amigo de Do-geum                     | -                | -           |
| Jung Chan      | Jeon Se-bang     | exesposo de Jae-soon                       | -                | -           |
| Han Do-woo     | Choi Ha-soo      | -                                          | -                | -           |

### Otros personajes
| Actor      | Personaje | Ocupación  | N.º de episodios | Duración |
| ---------- | --------- | ---------- | ---------------- | -------- |
| Yoon Ji-on | -         | Estudiante | -                | 2016     |

## Episodios
La primera temporada estuvo conformada por 61 episodios.
Los episodios fueron emitidos todos los sábados a domingos a las 20:45 (hora estándar de Corea (KST)) del 27 de agosto del 2016 al 30 de octubre del mismo año y dos episodios todos los sábados del 5 de noviembre del 2016 al 8 de abril del 2017.

## Premios y nominaciones
| Año  | Categoría                                       | Premio          | Nominado (a)              | Resultado |
| ---- | ----------------------------------------------- | --------------- | ------------------------- | --------- |
| 2016 | Best Couple                                     | SBS Drama Award | Song Jae-rim y Kim So-eun | Nominados |
| 2016 | Special Acting Award, Actor in a Serial Drama   | SBS Drama Award | Song Jae-rim              | Ganó      |
| 2016 | Special Award, Actress in a Serial Drama        | SBS Drama Award | Kim So-eun                | Ganó      |
| 2016 | Idol Academy Award – Best Kiss                  | SBS Drama Award | Song Jae-rim y Kim So-eun | Nominados |
| 2016 | Lifetime Achievement Award                      | SBS Drama Award | Jang Yong                 | Ganó      |
| 2016 | Excellence Award, Actor in a Serial Drama       | SBS Drama Award | Lee Wan                   | Nominado  |
| 2016 | Excellence Award, Actress in a Serial Drama     | SBS Drama Award | Kim Gyu-ri                | Nominada  |
| 2016 | Top Excellence Award, Actress in a Serial Drama | SBS Drama Award | Go Doo-shim               | Nominada  |

## Producción
La serie fue dirigida por Boo Sung-cheol y contó con el escritor Moon Young-nam.
En la producción contó con Kim Sang-heon, Oh Min-soo y Son Gi-won, y en la producción ejecutiva con Lee Yong-seok.
Previamente los actores Kim So-eun y Song Jae-rim, habían aparecido juntos en el programa We Got Married.
La primera lectura de los episodios tomó lugar el 2 de agosto del 2016.
Contó con las compañías de producción "Chorokbaem Media" y "Kim Jong-hak Productions".

### Popularidad
Debido a la buena recepción de la serie, está fue extendida a 11 episodios más, haciendo que la serie contará con un total de 61 episodios.